# Mana (religia polinezyjska)
Mana – pochodząca z religii polinezyjskiej koncepcja energii w świecie materialnym. Słowo to pochodzi z języka melanezyjskiego, kult mana to manaizm. Pojęcie to, rozpowszechnione jest niemal u wszystkich ludów Oceanii.
Ludy identyfikowały ją jako niematerialną i bezosobową siłę. Mana może przemieszczać się z przedmiotu w przedmiot, z jednego istnienia w inne, ma właściwość przenikania całej rzeczywistości. Przedmioty i ludzi napełnionych maną otacza się szacunkiem i czcią. Jest ona także rozumiana jako jeden z rodzajów duszy człowieka, niezwiązanej bezpośrednio i na stałe z ciałem.
Ilość mana w danym obiekcie jest zmienna: może jej przybywać lub ubywać, dlatego człowiek może zabiegać o jej pomnożenie w sobie lub ją utracić przez nierozważne postępowanie. Uważano również, że manę można obiektowi odebrać poprzez stosowanie odpowiednich praktyk magicznych. Istniały również sposoby zabezpieczania się przed takimi zabiegami, np. poprzez nadanie obiektowi wtórnej, pozornej nazwy itp. (zobacz przykład: Miecz-Trawosiecz). Duża ilość mana posiadanej przez ludzi (zwłaszcza naczelników plemion, kapłanów) świadczy o ich ponadprzeciętności i domaga się otaczania ich należnym szacunkiem. Przypisywano takim osobom wysokie zdolności w swoim fachu, a przedmiotom niemal magiczne właściwości. W celu zabezpieczenia przed utratą many stworzono szereg praw zwanych tapu lub tabu. Koncepcja mogła pomagać w utrzymaniu systemu kastowego, przez starania by poddani mieli mniej mana od naczelników.
Mana zapewnia człowiekowi autorytet i władzę, siłę fizyczną i mądrość, bogactwo, sprawność rąk i umysłu. W celu ochrony przed utratą mana lub jej szkodliwym działaniem, stosuje się określone środki magiczne, ujęte w regułach tabu, których naruszenie uważa się za zbrodnię. Mana jest znana również i poza Oceanią. Indonezyjczycy uważają, że siedliskiem many jest głowa, dlatego też celem krwawych wypraw łowców głów na Borneo było zdobycie jak największej liczby many znajdującej się w czaszkach zabitych wrogów. W innych wierzeniach jej siedliskiem jest krew.
Carl Gustav Jung wprowadził pojęcie osobowości manicznej na określenie typu osobowości charyzmatycznej, łatwo wywierającej wpływ na innych.